# Chó Billy
Chó Billy là một giống chó săn lớn thuộc loại scenthound có nguồn gốc từ trung tây nước Pháp

## Mô tả
Bộ lông của chó Billy có thể là màu trắng tinh khiết hoặc màu trắng nhạt, đôi khi có những đốm cam hoặc chanh trên đầu và cơ thể. Bộ lông ngắn, mượt mà và khắc nghiệt khi chạm vào. Giống chó này nặng khoảng 24–32 kg và chiều cao là 60–70 cm tại các vai của con đực, còn con cái là 58–62 cm.
Tiêu chuẩn Liên minh nghiên cứu chó quốc tế (FCI) chó Billy có thể phi nước đại dễ dàng. Tiêu chuẩn cho giống được thành lập vào năm 1886.
Chó Billy không phù hợp sống trong những ngôi nhà nhỏ; cần rất nhiều bài tập thể dục.

## Lịch sử
Giống chó Billy được tạo bởi Monsieur Gaston Hublot de Rivault vào thế kỷ 19, và được đặt tên theo nhà của ông là Château de Billy, ở Poitou. Chó Billy được tạo ra bằng cách kết hợp ba giống Chó Poitevin, Montemboeuf, Ceris và Larrye. Vào năm 1927, giống chó Pilly gần như tuyệt chủng, chỉ có hai con sống sót sau Chiến tranh thế giới thứ hai, tuy nhiên con trai của de Rivault, Anthony, đã hồi sinh giống này bằng cách sử dụng Chó Poitevin, Porcelaine, và Harrier.
Chó Billy là một trong những giống có ảnh hưởng đến sự phát triển Chó săn Anh Pháp lớn cam trắng vào cuối thế kỷ 19.
Chó Billy vẫn là một giống chó hiếm, mặc dù ở Pháp, nó vẫn được sử dụng để săn hoẵng châu Âu, heo rừng.